# Michelangelo Pistoletto

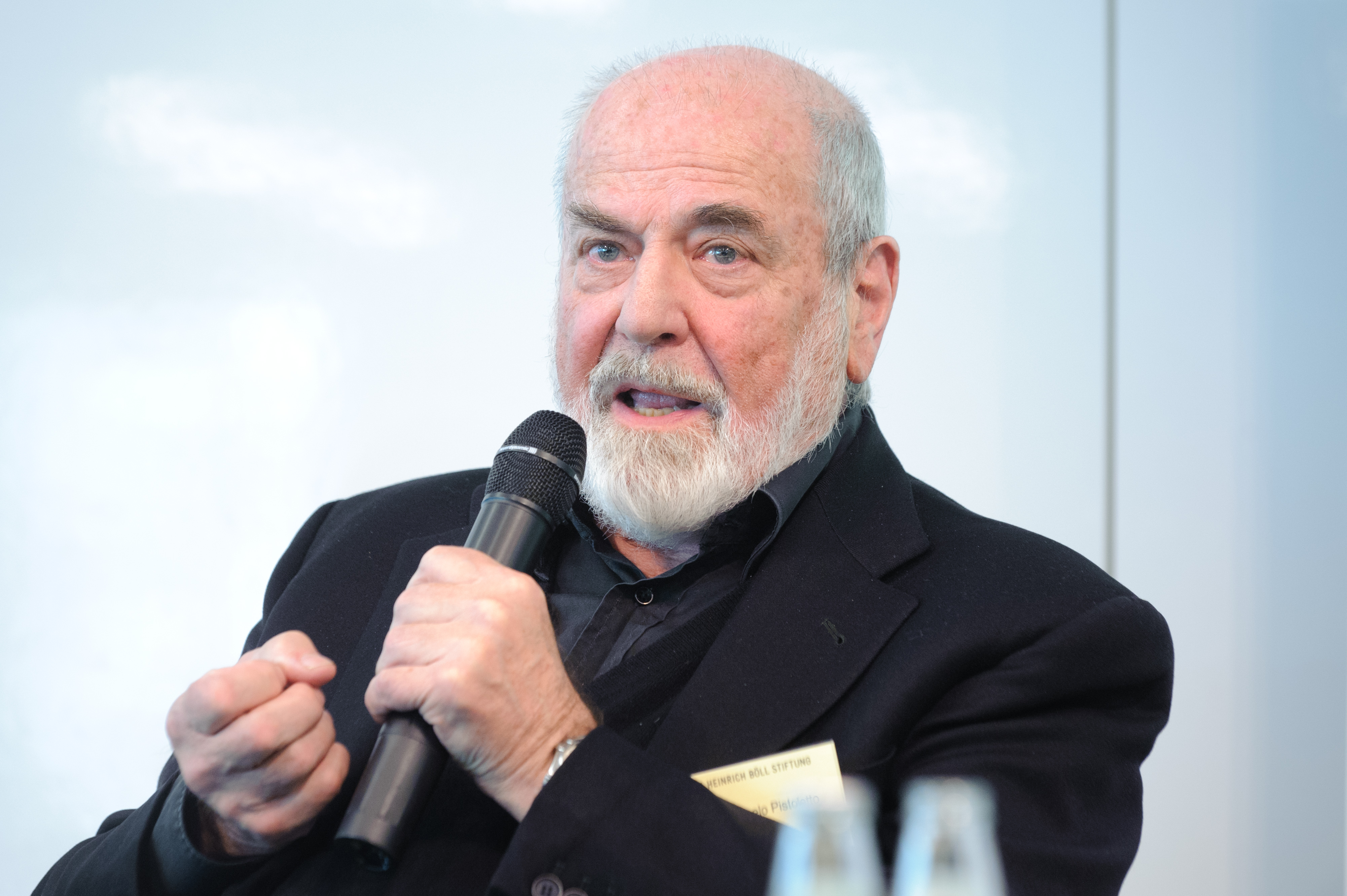
Michelangelo Pistoletto (2012)

Michelangelo Pistoletto, född 25 juni 1933 i Caprese, Italien, är en italiensk konstnär mest känd för sina målningar, performances och objekt. Pistoletto brukar räknas som en av förgrundgestalerna i konströrelsen arte povera. 
Pistoletto började under tidigt 1960-tal att bemåla speglar, reflektion är ett ord som återkommer i beskrivningar av hans konstnärskap. År 2009 ställde Michelangelo Pistoletto och Salvatore Garau ut tillsammans på utställningen "Di tanto mare. Salvatore Garau - Michelangelo Pistoletto".
Michelangelo Pistoletto medverkade och ställde ut konst under 2009 års upplaga av Venedigbiennalen.